# Narodowy Spis Powszechny Ludności i Mieszkań 2002
Narodowy Spis Powszechny Ludności i Mieszkań 2002 – spis powszechny w Polsce, przeprowadzony w dniach 21 maja – 8 czerwca 2002 według stanu w dniu 20 maja 2002 o godzinie 24:00. Podstawę prawną spisu stanowiła ustawa z dnia 2 grudnia 1999 r. o narodowym spisie powszechnym ludności i mieszkań w 2001 r.
Początkowo spis miał zostać przeprowadzony w dniach 22 maja – 9 czerwca 2001 według stanu w dniu 21 maja 2001 godz. 24:00, jednak z przyczyn finansowych został przesunięty.
Zgodnie z wynikami spisu liczba ludności Polski wyniosła 38 230 080 osób.

## Wyniki
Struktura demograficzna ludności Polski według wyników spisu:

Liczba ludności:
|        | Ogółem     | Ogółem | Kobiety    | Kobiety | Mężczyźni  | Mężczyźni |
| osób   | %          | osób   | %          | osób    | %          |           |
| ------ | ---------- | ------ | ---------- | ------- | ---------- | --------- |
| Ogółem | 38 230 080 | 100    | 19 713 677 | 51,57   | 18 516 403 | 48,43     |
| Miasto | 23 610 365 | 61,76  | 12 376 200 | 32,37   | 11 234 165 | 29,39     |
| Wieś   | 14 619 715 | 38,24  | 7 337 477  | 19,19   | 7 282 238  | 19,05     |

▶Wieś vs ▶miasto
Ogółem (▶k, ▶m)
Miasto (▶k, ▶m)
Wieś (▶k, ▶m)
| Województwo         | Liczba ludności | Liczba ludności | Liczba ludności |
| Województwo         | ogółem          | miejska         | wiejska         |
| ------------------- | --------------- | --------------- | --------------- |
| dolnośląskie        | 2 907 212       | 2 076 121       | 831 091         |
| kujawsko-pomorskie  | 2 069 321       | 1 288 519       | 780 802         |
| lubelskie           | 2 199 054       | 1 025 566       | 1 173 488       |
| lubuskie            | 1 008 954       | 651 045         | 357 909         |
| łódzkie             | 2 612 890       | 1 697 745       | 915 145         |
| małopolskie         | 3 232 408       | 1 626 865       | 1 605 543       |
| mazowieckie         | 5 124 018       | 3 312 618       | 1 811 400       |
| opolskie            | 1 065 043       | 560 064         | 504 979         |
| podkarpackie        | 2 103 837       | 853 053         | 1 250 784       |
| podlaskie           | 1 208 606       | 711 572         | 497 034         |
| pomorskie           | 2 179 900       | 1 484 838       | 695 062         |
| śląskie             | 4 742 874       | 3 751 393       | 991 481         |
| świętokrzyskie      | 1 297 477       | 595 388         | 702 089         |
| warmińsko-mazurskie | 1 428 357       | 860 229         | 568 128         |
| wielkopolskie       | 3 351 915       | 1 934 790       | 1 417 125       |
| zachodniopomorskie  | 1 698 214       | 1 180 559       | 517 655         |
| Polska              | 38 230 080      | 23 610 365      | 14 619 715      |

W Narodowym Spisie Powszechnym ponad 96% ankietowanych zadeklarowało narodowość polską, 1,23% (471,5 tys. osób) zadeklarowało przynależność do innej narodowości, natomiast 2,03% ludności (774,9 tys. osób) nie zdołało ustalić przynależności narodowościowej.
| Grupa        | Liczba osób | Zamieszkiwanie                                                         |
| ------------ | ----------- | ---------------------------------------------------------------------- |
| Ślązacy      | 173,2 tys.  | województwa śląskie, opolskie                                          |
| Niemcy       | 152,9 tys.  | województwa śląskie, opolskie                                          |
| Białorusini  | 48,7 tys.   | województwo podlaskie                                                  |
| Ukraińcy     | 31,0 tys.   | województwo warmińsko-mazurskie                                        |
| Romowie      | 12,9 tys.   | dość równomiernie w całym kraju                                        |
| Rosjanie     | 6,1 tys.    | dość równomiernie w całym kraju                                        |
| Łemkowie     | 5,9 tys.    | województwo dolnośląskie                                               |
| Litwini      | 5,8 tys.    | województwo podlaskie                                                  |
| Kaszubi      | 5,1 tys.    | województwo pomorskie                                                  |
| Słowacy      | 2,0 tys.    | województwo małopolskie                                                |
| Wietnamczycy | 1,8 tys.    | województwo mazowieckie                                                |
| Francuzi     | 1,6 tys.    | najwięcej w mazowieckim                                                |
| Amerykanie   | 1,5 tys.    | dość równomiernie w całym kraju, najwięcej w mazowieckim i małopolskim |
| Grecy        | 1,4 tys.    | najwięcej w dolnośląskim                                               |
| Włosi        | 1,4 tys.    | dość równomiernie w całym kraju                                        |
| Bułgarzy     | 1,1 tys.    | dość równomiernie w całym kraju, najwięcej w mazowieckim               |
| Żydzi        | 1,1 tys.    | dość równomiernie w całym kraju                                        |
| Ormianie     | 1,1 tys.    | dość równomiernie w całym kraju                                        |
| Czesi        | 0,8 tys.    | głównie województwa małopolskie, mazowieckie, śląskie, łódzkie         |
| Anglicy      | 0,8 tys.    | województwo mazowieckie                                                |
| Arabowie     | 0,5 tys.    | dość równomiernie w całym kraju                                        |
| Kanadyjczycy | 0,5 tys.    | dość równomiernie w całym kraju, najwięcej w mazowieckim               |
| Holendrzy    | 0,5 tys.    | dość równomiernie w całym kraju                                        |
| Tatarzy      | 0,5 tys.    | podlaskie                                                              |
| Chińczycy    | 0,2 tys.    | mazowieckie                                                            |
| Hiszpanie    | 0,2 tys.    | głównie mazowieckie                                                    |
| Karaimi      | 0,05 tys.   | b/d                                                                    |